# Marie-Joseph-Eugène Testard
Marie-Joseph-Eugène Testard, francoski general, * 1882, † 1947.